# Blumeray
Blumeray é uma comuna francesa na região administrativa de Grande Leste, no departamento de Haute-Marne. Estende-se por uma área de 14,68 km². Em 2010 a comuna tinha 111 habitantes (densidade: 7,6 hab./km²).